# Saint-Yrieix-la-Perche
Saint-Yrieix-la-Perche (tiếng Occitan: Sent Iriès) là một xã của tỉnh Haute-Vienne, thuộc vùng Nouvelle-Aquitaine, miền trung nước Pháp.